# Boomerang (gruppo musicale)
I Boomerang (o anche Bumerang) sono un gruppo musicale sloveno rock e di rock progressivo, attivo negli anni '70 e '80 e successivamente ricostituito.

## Storia
Dopo lo scioglimento del gruppo dei Kameleoni, alcuni dei suoi ex-componenti nel 1970 formò il gruppo dei Boomerang. Ne facevano parte Zlati Klun (batteria e voce), Danilo Kocjančič e Peter Veri Gorjup (chitarristi) e  Ladi Koradin (basso). Si esibirono nel loro primo concerto il 20 febbraio 1971 alla mensa della fabbrica Tomos.
Nel 2009 il gruppo si è ricomposto, nella formazione: Zlati Klun, Miro Tomassini e Peter Veri Gorjup ed esibendosi al concerto per il trentennale della trasmissione ŠTOS.

## Formazione
- Zlati Klun - voce, batteria, percussioni (1970–)
- Danilo Kocjančič - chitarra (1970–1972)
- Ladi Koradin - basso (1970–1972)
- Peter Veri Gorjup - chitarra (1970–1975, 2009–)
- Miro Tomassini - basso (1972–1973, 2009–)
- Zlatko Mikšić - basso (1973–1974)
- Jadran Ogrin - basso (1974, 1980–1982)
- Bruno Langer - basso, voce (1974–1976)
- Vedran Božić - chitarra (1975)
- Tihomir Pop Asanović - tastiere (1975–1976)
- Sergio Blažić - voce (1975–1976)
- Pavel Kavec - chitarra (1975–1976)
- Goran Tavčar - chitarra (1978–1982)
- Dino Sartoretto - basso (1978–1980)
- Dario Vatovac - batteria (1978–1982)
- Boris Tenčič - tastiere (1978–1980)
- Milan Čiro Lončina - tastiere (1980–1982)

## Discografia
- Najdi si drugega/Jutri zjutraj moram zgodaj vstati (1972)
- Boom Pop Festival Ljubljana '74 (compilation, 1974)
- Boomerang (1979)
- Živjeti iznad tebe barem dan/Bicikl (1979)
- JRT - Opatija '80 - Rock Veče (compilation, 1980)
- 20 Godina Festivala "Omladina" (compilation, 1981)
- Na zapadu ništa novo (1982)